# Клисура
Клисура је тип речне долине, чија је дубина приближно једнака половини распона (распон је растојање између врхова страна). Нагиб долинских страна клисуре износи око 45°. Настаје вертикалном ерозијом флувијалног процеса, тј. интензивним усецањем воденог тока у стенску масу. Код нас постоје бројне клисуре — Сићевачка, Грделичка, Руговска, Сталаћка и др.
Мања, односно кратка клисура се назива сутјеска, јавља се у композитним долинама великих река.